# Ablerus elegantissimus
Ablerus elegantissimus är en stekelart som beskrevs av Girault 1913. Ablerus elegantissimus ingår i släktet Ablerus och familjen växtlussteklar. Inga underarter finns listade i Catalogue of Life.